# Акарал (Зайсанський район)
Акара́л (каз. Ақарал) — село у складі Зайсанського району Східноказахстанської області Казахстану. Входить до складу Біржанського сільського округу.
Населення — 77 осіб (2021; 172 у 2009, 317 у 1999, 396 у 1989).
Національний склад станом на 1989 рік:
- казахи — 100 %